# Tomentella phylacteris
Tomentella phylacteris är en svampart som först beskrevs av Pierre Bulliard (v. 1742–1793), och fick sitt nu gällande namn av Bourdot & Galzin 1920. Tomentella phylacteris ingår i släktet Tomentella och familjen Thelephoraceae.   Inga underarter finns listade i Catalogue of Life.